# Atlantis Adventure
Atlantis Adventure sont des montagnes russes lancées du parc Lotte World, situé à Séoul, en Corée du Sud. Elles ont été construites par Intamin et ont ouvert le 26 octobre 2003. Ce sont les seules montagnes russes du modèle Aqua Trax.

## Parcours
Le parcours a une hauteur maximale de 22 mètres et une longueur de 670 mètres. Il commence par le lancement du train. Il est accéléré de 0 à 75 km/h en 1,5 seconde par un moteur linéaire synchrone. Ensuite, il fait un top hat extérieur. Après plusieurs virages autour et dans le bâtiment, le train fait un demi-tour au-dessus de l'eau avant une partie de dark ride. Ensuite, il y a un lift hill et une descente inclinée à 72 degrés. Après quelques virages, le train atteint les freins finaux après 1 minute et 48 secondes de parcours.

## Trains
Atlantis Adventure a six wagons individuels. Les passagers sont placés à deux sur quatre rangs pour un total de huit passagers par wagon.

## Classements
| Rang | 28 | 13 | 21 | 12 |